# Zeiraphera
Zeiraphera is een geslacht van vlinders van de familie bladrollers (Tortricidae), uit de onderfamilie Olethreutinae.

## Soorten
- Z. atra Falkovich, 1965
- Z. bicolora Kawabe, 1976
- Z. caeruleumana Kawabe, 1980
- Z. canadensis Mutuura & Freeman, 1966
- Z. corpulentana (Kennel, 1901)
- Z. diniana (Guenée, 1845)
- Z. fulvomixtana Kawabe, 1974
- Z. gansuensis Liu & Nasu, 1993
- Z. griseana

Grijze lariksbladroller (Hübner, 1799)
- Z. hesperiana Mutuura & Freeman, 1966
- Z. hiroshii Kawabe, 1980
- Z. hohuanshana Kawabe, 1986
- Z. isertana

Grootkopbladroller Fabricius, 1794
- Z. lariciana Kawabe, 1980
- Z. luciferana Kawabe, 1980
- Z. nigra Kawabe, 1995
- Z. pacifica Freeman, 1966
- Z. ratzeburgiana

Naaldboombladroller (Saxesen, 1840)
- Z. rufimitrana

Roodkopbladroller (Herrich-Schäffer, 1851)
- Z. shimekii Kawabe, 1974
- Z. smaragdina Razowski, 1963
- Z. suzukii Oku, 1968
- Z. taiwana Kawabe, 1986
- Z. thymelopa (Meyrick, 1938)
- Z. truncata Oku, 1968
- Z. virinea Falkovich, 1965